# Эльбурс
Эльбу́рс, Эльборз (перс. البرز‎ МФА: [ʔælˈboɾz]о файле) — горная система на юге Азербайджана и на севере Ирана, у южного побережья Каспийского моря. Протяжённость — около 900 км. Наивысшая точка — 5609 м (потухший вулкан Демавенд).

## Этимология
Точная этимология происхождения данного названия неизвестна. Одной из общепринятых версий считается ираноязычное (скифское) происхождение названия от Elburz — «высокая гора». Самая высокая горная вершина России Эльбрус созвучна с названием горной системы Эльбурс и имеет, видимо, то же происхождение названия. Иранские (и в целом восточные) летописцы называли Эльбурзом весь главный Кавказский хребет. Видимо, много позже, одно из названий сохранилось лишь за одной из гор, а другое — за целой горной системой.

## Расположение
Очертания горной системы имеют форму латинской буквы S: окаймляя юго-западное и южное побережье Каспийского моря, Эльбурс заворачивает на северо-восток, а затем на юго-восток, оканчиваясь у границы с Афганистаном. Эльбурс состоит из трёх достаточно обособленных частей: на северо-западе это Талышские горы, являющиеся продолжением Малого Кавказа и имеющие высоту от 2150 м до 2450 м; затем это Центральный Эльбурс с отметками высот от 2450 м до 3050 м (отдельные вершины имеют высоту свыше 3650 м); далее на востоке его продолжением служат Туркмено-Хорасанские горы (высота 1500—1850 м). В горах Эльбурса, к северо-востоку от столицы Ирана — Тегерана, расположена высшая точка всего Среднего Востока — потухший вулкан Демавенд (5609 м), вершина которого покрыта ледниками.

## Геология
Хребты Эльбурса сложены в основном известняками и песчаниками. В пределах горной системы выражены два крупных геологических разлома: один в западной части Эльбурса, где ущелье реки Сефидруд отделяет Талышские горы от Центрального Эльбурса, второй, с перепадом высот около 900 м, на восточной окраине этого хребта.
На Эльбурсе имеются месторождения каменного угля и свинцово-цинковых руд.

## Вершины
- Демавенд
- Точал
- Камар-Кух

## Растительность
На северных склонах находится Эльбурсская лесостепь, в которой произрастают Гирканские широколиственные леса: там распространены дуб, акация, железное дерево, а также там имеются горные степи и луга. На южных склонах, получающих значительно меньше влаги, растут ксерофитные кустарники.